# فنسنت كينيدي
فنسنت كينيدي (بالإنجليزية: Vincent Kennedy )‏ (و. 1876 – 1943 م) هو سياسي، توفي عن عمر يناهز 67 عاماً.

## مناصب
تولى منصب عضو البرلمان في المملكة المتحدة.